# Amt Bönningstedt
Het Amt Bönningstedt is een voormalig Amt in de Kreis Pinneberg in de Duitse deelstaat Sleeswijk-Holstein. Het bestond uit de gemeenten Hasloh, Ellerbek en Bönningstedt, waar het bestuur van het Amt was gevestigd. Amt Bönningstedt heeft bestaan tot 2007 toen het fuseerde met het Amt Pinneberg-Land tot het nieuwe Amt Pinnau. De gemeenten Hasloh en Bönningstedt hebben dat nieuwe Amt in 2013 verlaten.